# Genevadsån

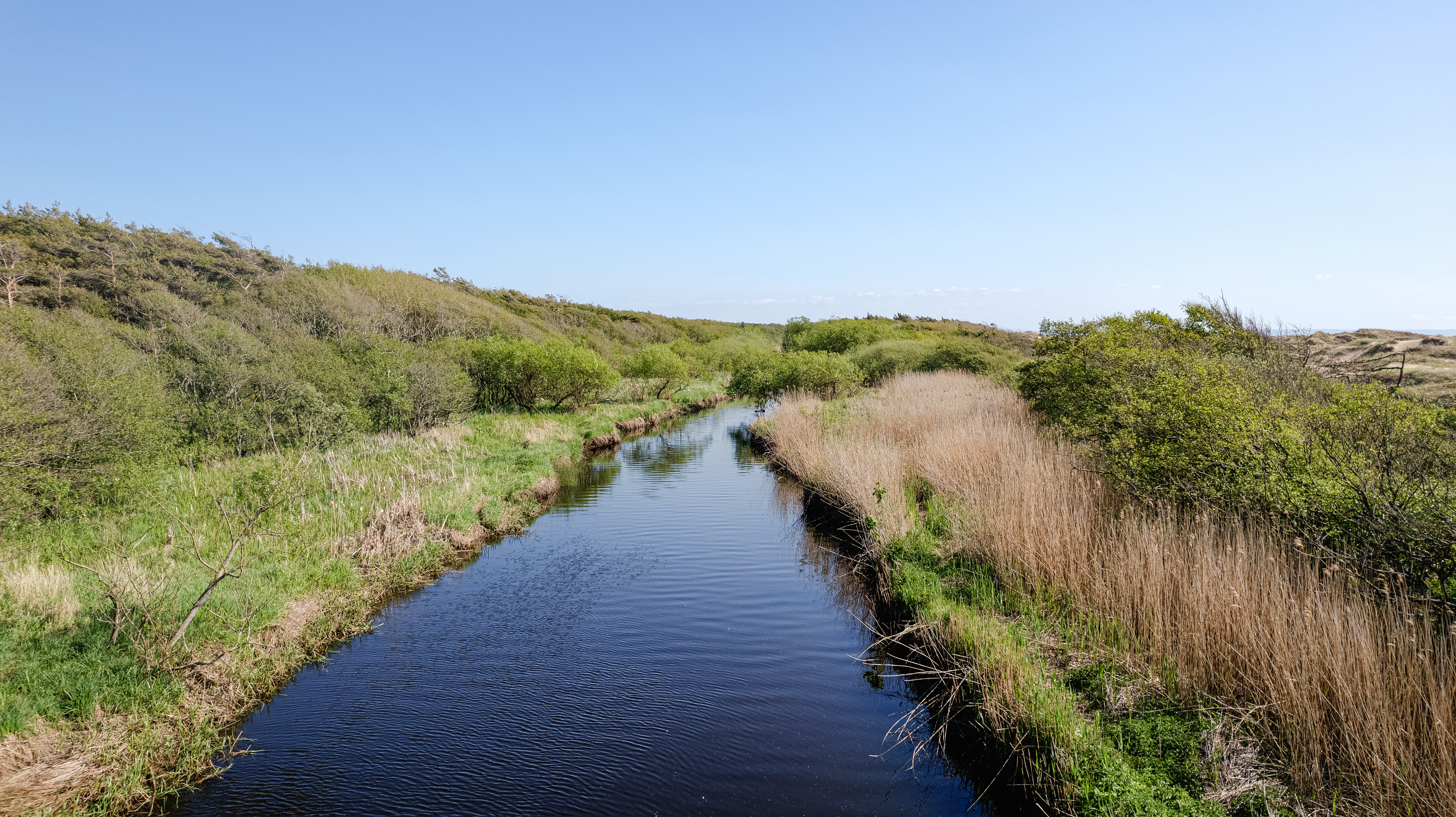
I Gullbranna, strax ovanför utflödet

Genevadsån är en å belägen i södra Halland som avvattnar ett 217 km² stort jordbruksområde. Mynnar i Laholmsbukten i Tönnersa och Gullbranna naturreservat. Alslövsån, Brostorpsån och Vessingeån rinner samman i närheten av Genevad varefter Genevadsån har en sträcka på drygt 8 kilometer innan den rinner ut i Kattegatt. Totalt har vattendragen i avrinningsområdet en sträcka på 115,4 km. I avrinningsområdet dominerar skogsmark (57 %) och jordbruksmark (28 %). Även myr och våtmarker (7 %) och hedmark (6 %) förekommer. Skogsmarken dominerar i de övre delarna medan jordbruksmarken tar över när ån närmar sig havet.
I de övre delarna av vattensystemet dominerar morän, berg, isälvssediment och torv, marker. I de nedre delarna finns grus, sand, silt och lera. Vattenföringen är störst vintertid och minst på sommaren.

## Mänsklig användning och historia
De mest omfattande förhistoriska lämningarna finns vid Eldsbergsåsen, där det bott människor sedan stenåldern. Det finns fem vattenkraftverk längs ån och dess biflöden. De är dock små och producerar totalt 0,3 GWh/år.

## Miljö och natur
Vattendraget är riksintresse för naturvård baserat på dess bestånd av (ursprunglig) lax och havsöring, en bottenfaunan med mycket höga värden och flera rödlistade arter samt en mynning som över tid flyttar sig p.g.a. att den går genom sanddyner. Mynningen är även riksintresse för friluftsliv.